# Беннетт, Ману
Джо́натан Ману́ Бе́ннетт (англ. Jonathan Manu Bennett; род. 10 октября 1969 года) — новозеландский актёр, ставший известным благодаря роли Крикса в сериале Starz «Спартак: Кровь и песок».

## Биография
Джонатан Ману Беннетт родился в Окленде, крупнейшем городе Новой Зеландии 10 октября 1969 года. Его мать, Жан, была моделью, а отец, Тед, — знаменитым новозеландским певцом. Его семья переехала в Австралию, когда Ману было несколько месяцев. Со стороны отца он имеет новозеландское происхождение, корни которого идут к племенам Маори, и ирландские корни. От матери же Ману унаследовал шотландскую и испанскую кровь. Ману женат на Карин Хорен, пара имеет троих дочерей: Хаия, Мокойя и Пания Беннет.
В 1986 году Беннетт вернулся в Новую Зеландию и поступил в колледж Te Aute College, где он играл за сборную регби. После возвращения в Австралию ему предложили вступить в команду по регби New South Wales Schoolboys Rugby Union Team. Однако интересы поменялись и Ману увлёкся танцами, балетом и игрой на фортепиано. Покинув спортивную команду, он поступил в университет, где обучался актёрскому ремеслу и танцам. Затем Беннетт переехал в Лос-Анджелес и поступил в Институт театра и кино Ли Страсберга. Получал стипендию.
Профессиональная актёрская карьера Ману Беннетта началась в 1993 году, когда он начал играть в молодёжном сериале «Paradise Beach». После этого он появлялся в качестве приглашённого актёра в других австралийских сериалах: «Водяные крысы», «Все святые», «Повелитель зверей». Также Ману сыграл вместе с актрисой Клаудией Карван в мини-сериале «Неистовая земля» от французской компании Gaumont.
В 1999 году Ману получил свою первую главную роль в фильме «Томоко», где он сыграл с обладательницей премии Эмми — актрисой Румико Коянаги. В 2000 году Ману сыграл роль Марка Антония в сериале «Зена — королева воинов». Затем он снялся в фильме «Лантана» в качестве учителя сальсы, где показал свои танцевальные способности.
В 2000 году Ману Беннетт возвращается в Новую Зеландию, где снимается в сериале «Шортланд-стрит». После этого он играет полицейского, который стал адвокатом в сериале «Защитник».
В 2006 году Беннетт сыграл в фильме «Морской пехотинец», в котором также снимались звезда реслинга Джон Сина и Роберт Патрик («Терминатор 2»). После этого он снялся в роли помощника шерифа Билли Китка в фильме «30 дней ночи».
В 2007 году Ману появился на экранах в фильме «Приговорённые», где сыграл одного из десяти преступников.
В 2010 году Ману Беннетт снялся в сериале «Спартак: Кровь и песок». Он сыграл роль Крикса — чемпиона Капуи по гладиаторским боям, одного из предводителей рабов во время восстания Спартака.
В 2012 году актёр сыграл роль Детстроука в сериале «Стрела». Слэйд Уилсон, он же Детстроук, — друг и наставник главного героя сериала, Оливера Куина, на необитаемом острове, который позже возненавидел Куина и стал его главным врагом.

## Фильмография
| Год       |   | Русское название              | Оригинальное название                     | Роль                                                  |
| --------- | - | ----------------------------- | ----------------------------------------- | ----------------------------------------------------- |
| 1993—1994 | с | Парадайз-Бич                  | Paradise Beach                            | Kirk Barsby                                           |
| 1994      | с | Блу хилеры                    | Blue Heelers                              | Mark Davies                                           |
| 1996—1997 | с | Водяные крысы                 | Water Rats                                | Joseph Lipinski                                       |
| 1998      | с | Все святые                    | All Saints                                | Darren                                                |
| 1998      | с | Неистовая земля               | The Violent Earth                         | Wanatcha DuValier                                     |
| 1999      | с | Повелитель зверей             | BeastMaster                               | Terron Leader                                         |
| 2000      | с | Зена — королева воинов        | Xena: Warrior Princess                    | Марк Антоний (Marc Antony)                            |
| 2000      | с | Шортланд-стрит                | Shortland Street                          | Jack Hewitt                                           |
| 2001      | ф | Лантана                       | Lantana                                   | Steve Valdez                                          |
| 2002      | с | Защитник (телесериал)         | Street Legal                              | Matt Urlich                                           |
| 2006      | ф | Морской пехотинец             | The Marine                                | Bennett                                               |
| 2007      | ф | Приговоренные                 | Condemned                                 | Paco                                                  |
| 2007      | ф | 30 дней ночи                  | 30 Days of Night                          | помощник шерифа Билли Китка (Deputy Billy Kitka)      |
| 2010      | с | Спартак: Кровь и песок        | Spartacus: Blood and Sand                 | Крикс (Crixus)                                        |
| 2011      | с | Спартак: Боги арены           | Spartacus: Gods of the Arena              | Крикс (Crixus)                                        |
| 2011      | ф | Синдбад и Минотавр            | Sinbad and the Minotaur                   | Синдбад (Sinbad)                                      |
| 2012      | с | Спартак: Месть                | Spartacus: vengeance                      | Крикс (Crixus)                                        |
| 2013      | с | Спартак: Война проклятых      | Spartacus:War of the Damned               | Крикс (Crixus)                                        |
| 2012      | ф | Хоббит: Нежданное путешествие | The Hobbit: An Unexpected Journey         | Азог (Azog)                                           |
| 2013—2017 | с | Стрела                        | Arrow                                     | Слэйд Уилсон / Детстроук (Slade Wilson / Deathstroke) |
| 2013      | ф | Хоббит: Пустошь Смауга        | The Hobbit: The Desolation of Smaug       | Азог (Azog)                                           |
| 2014      | ф | Хоббит: Битва пяти воинств    | The Hobbit: The Battle of the Five Armies | Азог (Azog)                                           |
| 2016      | ф | Бета-тест                     | Beta Test                                 | Creed                                                 |
| 2016      | с | Хроники Шаннары               | The Shannara Chronicles                   | Алланон (Allanon)/Друид                               |
| 2017      | ф | Смертельные гонки 2050        | Death Race 2050                           | Франкенштейн                                          |